# Nemacheilus subfusca
Nemacheilus subfusca är en fiskart som först beskrevs av Mcclelland, 1839.  Nemacheilus subfusca ingår i släktet Nemacheilus och familjen grönlingsfiskar. IUCN kategoriserar arten globalt som livskraftig. Inga underarter finns listade i Catalogue of Life.